# Canadian Open 2011 - Qualificazioni singolare femminile
Le qualificazioni del singolare femminile del Canadian Open 2011 sono state un torneo di tennis preliminare per accedere alla fase finale della manifestazione. I vincitori dell'ultimo turno sono entrati di diritto nel tabellone principale. In caso di ritiro di uno o più giocatori aventi diritto a questi sono subentrati i lucky loser, ossia i giocatori che hanno perso nell'ultimo turno ma che avevano una classifica più alta rispetto agli altri partecipanti che avevano comunque perso nel turno finale.

## Giocatrici

### Teste di serie
1. María José Martínez Sánchez (qualificata)
2. Polona Hercog (qualificata)
3. Iveta Benešová (qualificata)
4. Lourdes Domínguez Lino (ultimo turno)
5. Bojana Jovanovski (qualificata)
6. Kimiko Date Krumm (ultimo turno)
7. Simona Halep (qualificata)
8. Alberta Brianti (qualificata)
9. Monica Niculescu (ultimo turno)
10. Elena Baltacha (ultimo turno)
11. Sania Mirza (ultimo turno)
12. Anastasija Sevastova (primo turno)

1. Kateryna Bondarenko (ultimo turno)
2. Gréta Arn (qualificata)
3. Barbora Záhlavová-Strýcová (ultimo turno)
4. Virginie Razzano (ultimo turno, ritirata)
5. Alla Kudrjavceva (primo turno)
6. Zheng Jie (qualificata)
7. Anna Tatišvili (ultimo turno)
8. Petra Martić (qualificata)
9. Zhang Shuai (qualificata)
10. Vania King (primo turno)
11. Chanelle Scheepers (primo turno)
12. Anne Keothavong (primo turno)

### Qualificate
1. María José Martínez Sánchez
2. Polona Hercog
3. Iveta Benešová
4. Zhang Shuai
5. Bojana Jovanovski
6. Zheng Jie

1. Simona Halep
2. Alberta Brianti
3. Petra Martić
4. Gréta Arn
5. Kathrin Wörle
6. Galina Voskoboeva

## Tabellone qualificazioni

### Legenda
| - Q = Qualificato - WC = Wild card - LL = Lucky loser | - ALT = Alternate - SE = Special Exempt - PR = Protected Ranking | - w/o = Walkover - r = Ritirato - d = Squalificato |

### Sezione 1
|  | Primo turno | Primo turno                 | Primo turno    | Primo turno | Primo turno |  |  | Ultimo turno | Ultimo turno                | Ultimo turno                | Ultimo turno | Ultimo turno |  |
|  |             |                             |                |             |             |  |  |              |                             |                             |              |              |  |
|  | 1           | María José Martínez Sánchez | 6              | 3           | 6           |  |  |              |                             |                             |              |              |  |
|  | PR          | Monique Adamczak            | 4              | 6           | 1           |  |  | 1            | María José Martínez Sánchez | María José Martínez Sánchez | 6            | 6            |  |
|  |             | Chang Kai-chen              | Chang Kai-chen | 3           | 3           |  |  | 19           | Anna Tatišvili              | Anna Tatišvili              | 4            | 2            |  |
|  | 19          | Anna Tatišvili              | Anna Tatišvili | 6           | 6           |  |  |              |                             |                             |              |              |  |

### Sezione 2
|  | Primo turno | Primo turno         | Primo turno         | Primo turno | Primo turno |  |  | Ultimo turno | Ultimo turno   | Ultimo turno | Ultimo turno | Ultimo turno |  |
|  |             |                     |                     |             |             |  |  |              |                |              |              |              |  |
|  | 2           | Polona Hercog       | Polona Hercog       | 6           | 7           |  |  |              |                |              |              |              |  |
|  | WC          | Kimberley-Ann Surin | Kimberley-Ann Surin | 0           | 63          |  |  | 2            | Polona Hercog  | 2            | 6            | 6            |  |
|  |             | Heather Watson      | Heather Watson      | 6           | 6           |  |  |              | Heather Watson | 6            | 3            | 2            |  |
|  | 23          | Chanelle Scheepers  | Chanelle Scheepers  | 1           | 4           |  |  |              |                |              |              |              |  |

### Sezione 3
|  | Primo turno | Primo turno         | Primo turno    | Primo turno | Primo turno |  |  | Ultimo turno | Ultimo turno     | Ultimo turno     | Ultimo turno | Ultimo turno |  |
|  |             |                     |                |             |             |  |  |              |                  |                  |              |              |  |
|  | 3           | Iveta Benešová      | Iveta Benešová | 6           | 6           |  |  |              |                  |                  |              |              |  |
|  |             | Mirjana Lučić       | Mirjana Lučić  | 4           | 2           |  |  | 3            | Iveta Benešová   | Iveta Benešová   | 6            |              |  |
|  | WC          | Marie-Ève Pelletier | 7              | 3           | 2           |  |  | 16           | Virginie Razzano | Virginie Razzano | 1            | r            |  |
|  | 16          | Virginie Razzano    | 5              | 6           | 6           |  |  |              |                  |                  |              |              |  |

### Sezione 4
|  | Primo turno | Primo turno            | Primo turno            | Primo turno | Primo turno |  |  | Ultimo turno | Ultimo turno           | Ultimo turno | Ultimo turno | Ultimo turno |  |
|  |             |                        |                        |             |             |  |  |              |                        |              |              |              |  |
|  | 4           | Lourdes Domínguez Lino | Lourdes Domínguez Lino | 6           | 7           |  |  |              |                        |              |              |              |  |
|  |             | Jill Craybas           | Jill Craybas           | 3           | 65          |  |  | 4            | Lourdes Domínguez Lino | 0            | 6            | 4            |  |
|  |             | Anastasija Rodionova   | Anastasija Rodionova   | 5           | 1           |  |  | 21           | Zhang Shuai            | 6            | 4            | 6            |  |
|  | 21          | Zhang Shuai            | Zhang Shuai            | 7           | 6           |  |  |              |                        |              |              |              |  |

### Sezione 5
|  | Primo turno | Primo turno            | Primo turno       | Primo turno | Primo turno |  |  | Ultimo turno | Ultimo turno           | Ultimo turno | Ultimo turno | Ultimo turno |  |
|  |             |                        |                   |             |             |  |  |              |                        |              |              |              |  |
|  | 5           | Bojana Jovanovski      | Bojana Jovanovski | 6           | 6           |  |  |              |                        |              |              |              |  |
|  |             | Melanie Oudin          | Melanie Oudin     | 4           | 2           |  |  | 5            | Bojana Jovanovski      | 6            | 64           | 6            |  |
|  |             | Arantxa Parra Santonja | 0                 | 6           | 6           |  |  |              | Arantxa Parra Santonja | 2            | 7            | 4            |  |
|  | 22          | Vania King             | 6                 | 4           | 4           |  |  |              |                        |              |              |              |  |

### Sezione 6
|  | Primo turno | Primo turno            | Primo turno        | Primo turno | Primo turno |  |  | Ultimo turno | Ultimo turno      | Ultimo turno | Ultimo turno | Ultimo turno |  |
|  |             |                        |                    |             |             |  |  |              |                   |              |              |              |  |
|  | 6           | Kimiko Date Krumm      | Kimiko Date Krumm  | 6           | 7           |  |  |              |                   |              |              |              |  |
|  | WC          | Gabriela Dabrowski     | Gabriela Dabrowski | 3           | 64          |  |  | 6            | Kimiko Date Krumm | 3            | 6            | 3            |  |
|  |             | Stéphanie Foretz Gacon | 4                  | 6           | 67          |  |  | 18           | Zheng Jie         | 6            | 1            | 6            |  |
|  | 18          | Zheng Jie              | 6                  | 3           | 7           |  |  |              |                   |              |              |              |  |

### Sezione 7
|  | Primo turno | Primo turno            | Primo turno | Primo turno | Primo turno |  |  | Ultimo turno | Ultimo turno   | Ultimo turno   | Ultimo turno | Ultimo turno |  |
|  |             |                        |             |             |             |  |  |              |                |                |              |              |  |
|  | 7           | Simona Halep           | 4           | 6           | 6           |  |  |              |                |                |              |              |  |
|  |             | Nuria Llagostera Vives | 6           | 1           | 4           |  |  | 7            | Simona Halep   | Simona Halep   | 6            | 6            |  |
|  | WC          | Sharon Fichman         | 2           | 7           | 6           |  |  | WC           | Sharon Fichman | Sharon Fichman | 3            | 1            |  |
|  | 24          | Anne Keothavong        | 6           | 5           | 3           |  |  |              |                |                |              |              |  |

### Sezione 8
|  | Primo turno | Primo turno                | Primo turno                | Primo turno | Primo turno |  |  | Ultimo turno | Ultimo turno               | Ultimo turno | Ultimo turno | Ultimo turno |  |
|  |             |                            |                            |             |             |  |  |              |                            |              |              |              |  |
|  | 8           | Alberta Brianti            | Alberta Brianti            | 6           | 7           |  |  |              |                            |              |              |              |  |
|  |             | Ol'ga Govorcova            | Ol'ga Govorcova            | 1           | 5           |  |  | 8            | Alberta Brianti            | 7            | 6(1)         | 6            |  |
|  |             | Misaki Doi                 | Misaki Doi                 | 4           | 3           |  |  | 15           | Barbora Záhlavová-Strýcová | 6            | 7            | 2            |  |
|  | 15          | Barbora Záhlavová-Strýcová | Barbora Záhlavová-Strýcová | 6           | 6           |  |  |              |                            |              |              |              |  |

### Sezione 9
|  | Primo turno | Primo turno      | Primo turno      | Primo turno | Primo turno |  |  | Ultimo turno | Ultimo turno     | Ultimo turno | Ultimo turno | Ultimo turno |  |
|  |             |                  |                  |             |             |  |  |              |                  |              |              |              |  |
|  | 9           | Monica Niculescu | Monica Niculescu | 6           | 6           |  |  |              |                  |              |              |              |  |
|  | WC          | Carol Zhao       | Carol Zhao       | 3           | 2           |  |  | 9            | Monica Niculescu | 6            | 3            | 3            |  |
|  |             | Alison Riske     | Alison Riske     | 3           | 3           |  |  | 20           | Petra Martić     | 3            | 6            | 6            |  |
|  | 20          | Petra Martić     | Petra Martić     | 6           | 6           |  |  |              |                  |              |              |              |  |

### Sezione 10
|  | Primo turno | Primo turno    | Primo turno    | Primo turno | Primo turno |  |  | Ultimo turno | Ultimo turno   | Ultimo turno   | Ultimo turno | Ultimo turno |  |
|  |             |                |                |             |             |  |  |              |                |                |              |              |  |
|  | 10          | Elena Baltacha | Elena Baltacha | 6           | 6           |  |  |              |                |                |              |              |  |
|  |             | Aravane Rezaï  | Aravane Rezaï  | 4           | 4           |  |  | 10           | Elena Baltacha | Elena Baltacha | 65           | 3            |  |
|  |             | Alexa Glatch   | 6              | 62          | 0           |  |  | 14           | Gréta Arn      | Gréta Arn      | 7            | 6            |  |
|  | 14          | Gréta Arn      | 3              | 7           | 6           |  |  |              |                |                |              |              |  |

### Sezione 11
|  | Primo turno | Primo turno      | Primo turno      | Primo turno | Primo turno |  |  | Ultimo turno | Ultimo turno  | Ultimo turno | Ultimo turno | Ultimo turno |  |
|  |             |                  |                  |             |             |  |  |              |               |              |              |              |  |
|  | 11          | Sania Mirza      | 6                | 4           | 6           |  |  |              |               |              |              |              |  |
|  | WC          | Heidi El Tabakh  | 0                | 6           | 0           |  |  | 11           | Sania Mirza   | 7            | 5            | 3            |  |
|  |             | Kathrin Wörle    | Kathrin Wörle    | 6           | 7           |  |  |              | Kathrin Wörle | 65           | 7            | 6            |  |
|  | 17          | Alla Kudrjavceva | Alla Kudrjavceva | 2           | 5           |  |  |              |               |              |              |              |  |

### Sezione 12
|  | Primo turno | Primo turno          | Primo turno          | Primo turno | Primo turno |  |  | Ultimo turno | Ultimo turno        | Ultimo turno | Ultimo turno | Ultimo turno |  |
|  |             |                      |                      |             |             |  |  |              |                     |              |              |              |  |
|  | 12          | Anastasija Sevastova | Anastasija Sevastova | 1           | 65          |  |  |              |                     |              |              |              |  |
|  |             | Galina Voskoboeva    | Galina Voskoboeva    | 6           | 7           |  |  |              | Galina Voskoboeva   | 6            | 4            | 7            |  |
|  |             | Marina Eraković      | Marina Eraković      | 2           | 0           |  |  | 13           | Kateryna Bondarenko | 3            | 6            | 62           |  |
|  | 13          | Kateryna Bondarenko  | Kateryna Bondarenko  | 6           | 6           |  |  |              |                     |              |              |              |  |